# Tabanus jigonshanensis
Tabanus jigonshanensis är en tvåvingeart som beskrevs av Xu 1982. Tabanus jigonshanensis ingår i släktet Tabanus och familjen bromsar. Inga underarter finns listade i Catalogue of Life.